# Стадион Малме
Стадион Малме (швед. Malmö Stadion) често познат једноставно као Стадион пре изградње новог стадиона између 2007. и 2009. године, је вишенаменски стадион у Малмеу у Шведској. Од 2015. је дом фудбалског клуба ИФК Малме, тренутно клуба Дивизије 2, и атлетског клуба МАИ. Стадион је служио као домаћи терен за Малме ФФ, фудбалски тим у врху Шведске, затим Алсвенскан, од свог отварања 1958. до 2009. године, када се клуб преселио на новоизграђени Стадион, изграђен поред стадиона Малме, 2009. године. Малме ФФ и даље користе стадион за потребе тренинга и омладинских утакмица. Осим што је коришћен за спорт, стадион је био домаћин разних концерата и других догађаја. Рекорд на терену, 30.953, постављен је у првој утакмици одиграној на терену, утакмици Светског првенства у фудбалу 1958. између Аргентине и Западне Немачке.

## Утакмице СП 1958. и ЕП 1992.
Стадион је коришћен за Светско првенство 1958. године и Европско првенство 1992.
| № | Датум        | Утакмица                                                                               | Рез.  | Такмичење           | Гледаоци |
| - | ------------ | -------------------------------------------------------------------------------------- | ----- | ------------------- | -------- |
| 1 | 8. јун 1958  | Француска — Аргентина                                                                  | 3 : 1 | СП 1958.            | 31.156   |
| 2 | 15. јун 1958 | Француска — Северна Ирска                                                              | 2 : 2 | СП 1958.            | 21.990   |
| 3 | 17. јун 1958 | [[Фудбалска репрезентација Чехословачке {{{altlink2}}}\|Чехословачка]] — Северна Ирска | 1 : 2 | СП 1958.            | 6.196    |
| 4 | 19. јун 1958 | Француска — Северна Ирска                                                              | 4 : 0 | СП 1958.            | 12.000   |
| 5 | 11. јун 1992 | Данска — Енглеска                                                                      | 0 : 0 | ЕП 1992 - Група (А) | 26.385   |
| 6 | 22. јун 1992 | Француска — Енглеска                                                                   | 0 : 0 | ЕП 1992 - Група (А) | 37.450   |
| 7 | 17. јун 1992 | Француска — Данска                                                                     | 1 : 2 | ЕП 1992 - Група (А) | 25.673   |